# Белинташ
Белинташ (буг. Белинташ, који се у неким локалним бугарским дијалектима изговара као Беланташ) је мала висораван у планинама Родопи у Бугарској, са траговима људске активности. Претпоставља се да је то култно место древних Трачана, иако сама суштина и сврха још нису у потпуности разјашњени. Постоје и сугестије да је светилиште било посвећено богу Сабазију (старогрчки : Σαβαζιος) које је изградило независно трачанско племе Беси. Горња платформа висоравни обележена је исклесаним округлим рупама, стазама, нишама и степеницама које нека истраживања тумаче као звездану карту. Неки бугарски медији тврде да су 2006. анонимни туристи открили такозвани "Натпис Белинташа" - петроглиф урезан у стене, који према неким теоретичарима потврђује да су Трачани имали своју абецеду која датира пре Грчког алфабета. Међутим, аутентичност петроглифа још није потврђена или негирана од стране археолога који раде на локалитету Белинташа.

## Локација
Каменита висораван Белинташ налази се поред села Добростана у централном делу Родопских планина (Бугарска). То је 3 км јужно од села Врата и 3 км југо-западно од села Сини врх. Стенски масив Белинташ, дугачак око 800-850 м, широк између 20 и 40 метара, налази се на неких 30 км јужно од града Асеновград. Белинташ је природна гола стенска висораван, која се диже 50 метара у вис. Висораван, формирана као резултат вулканских и тектонских процеса, пружа поглед на околне врхове планина. Горња стена је равна и глатка испресецана линијама, урезаним у стену и прекривена хиљадама мањих и већих рупа пуних воде. Са стенским масивом Белинташ повезане су многе легенде и мистерије, а тврди се да поседује и снажно енергетско поље. Име стене, преведено са старих турских језика, значи „паметан камен“ или „камен знања“.  Има централни положај у односу на групу стена светлишта планина: Питвото, Ин Каја, Турски Кулиа долмен, Караџов Камук и Хајдучки камук.
Ово је друго највеће светилиште у стенама у Бугарској (после Перперикона).
Висораван је велика стена са уздужном осовином је у правцу југ-север. Три области - северна, централна и јужна - настале су на висоравни као резултат потонућа стене у древним временима. Антички Трачани су на северу просекли већи део првих степеница и ниша. Стотине округлих рупа (око 300) виде се у северној и централној области висоравни, као и две велике „јаме“ (које су према неким теоријама коришћене као жртвене јаме) и урези у стенама за дрвене греде. Две ископане хумке које су ископали ловци на благо откривене су на 500 метара северно од тачке триангулације Белинташа. Хумке су биле су делови некрополе, чији је главни део откривен.
Наредбом бр. РД-1464 / 12.12.2003. Министарства животне средине и воде Белинташ је проглашен природном знаменитошћу, којом управља општина Асеновград. Укупна површина природне знаменитости је 2,3 ха.

## Откриће и истраживање
Прва археолошка истраживања која су на платоу Белинташ спровели бугарски археолози Ивета Морева - Арабова и Георги Велев из Историјског музеја Асеновграда обављена су 1975.
Локалитет је током 1980-их проучавао тим бугарских архео-астронома и Белинташ учинили занимљивим за бугарску археологију. Према архео-астрономима висораван је коришћена као светилиште које су користили стари Трачани, и као соларну опсерваторију - да задовоље потребе одређених пољопривредних и верских делатности друштва у то време.
Према археологу др Бориславу Бориславову, шефу истраживања висоравни током 5 сезона до 2015. године, може се рећи да је од 5. миленијума пре нове ере до краја бронзаног доба (2. миленијум пре нове ере) и током целог 1. миленијума пре нове ере светилиште било у функцији, али као резултат неких сукоба крајем 4. или на почетку 3. века пре нове ере, било је насилно уништено. Према научницима, на висоравни је био храм и зид тврђаве, који су највероватније уништени биткама и погромима. За време Римског царства, светилиште више није постојало.
Међу стенама је пронађена сребрна заветна плоча из римског доба с приказом Диониса-Сабазија. Сада се чува у збиркама Бугарског националног института за археологију са Музејем Бугарске академије наука. Према бугарском археологу др Ивану Христову, сребрна плоча би требала бити датирана у ранијој епохи. Сличност са спомеником који је откривен 2004. године у већ чувеној хумци Светитсата у близини града Шипка, у Бугарској,  разлог је за Христов закључак. Горе поменути споменик је златна маска тзв. Тереса коју је открио бугарски археолог др Георги Китов и има готово идентичне црте лица са цртама мушког лика на сребрној плочи пронађеној међу мегалитским стенама у подножју висоравни Белинташ.

## Галерија
- Велика цистерна
- Друга велика цистерна
- Округла обредна резбарија
- Лица исклесана на јужној страни
- Уклесани крст
- Степениште, источна страна
- Обредна резбарија
- Трагови изградње темеља
- „Лице“ у стени
- Мала цистерна
- Канали који воде до великог бунара
- Степениште
- Поглед на исток
- Камена сфинга изблиза